# Ту, ту (албум)
Ту, ту је седми студијски албум DJ Krmak. Издат је 2007. године за издавачку кућу VIP Production на CDу. Текстове песама су написали он, Бора Ђорђевић, Ђус, Вељо Миљуш и Dream team.

## Списак песама
| №   | Назив                            | Текст               | Трајање |  |
| 1.  | Интро                            |                     |         |  |
| 2.  | Ту, ту                           | Бора Ђорђевић       |         |  |
| 3.  | Докторе                          |                     |         |  |
| 4.  | Ламборгини                       | Вељо Миљуш          |         |  |
| 5.  | Пичим, пичим, пичићу             | Бора Ђорђевић и     |         |  |
| 6.  | Нова година                      |                     |         |  |
| 7.  | О јаране, јаране (дует са Ђусом) | Бора Ђорђевић и Ђус |         |  |
| 8.  | Бибије                           | Гане Ђурић          |         |  |
| 9.  | Бањалучке љепотице               | Вељо Миљуш          |         |  |
| 10. | Мујо кује                        | Народна песма       |         |  |
| 11. | Будала                           | Вељо Миљуш          |         |  |
| 12. | Ту, Ту (дует са Ирином Колин)    | Бора Ђорђевић       |         |  |